# Enfoque todo gobierno
Enfoque Todo Gobierno (ETG) es (A Whole-of-Government Approach (WGA)).

## Definición
El enfoque todo gobierno (ETG) o whole-of-government approach (WGA con sus siglas en inglés) denota el trabajo conjunto de los ministerios, administraciones y agencias que ofrecen servicios públicos, sobre una serie de temas, para la consecución de un objetivo común a cuestiones particulares. El acercamiento y tratamiento de los contenidos puede ser formal o informal. Los temas pueden ser relativos a desarrollo de políticas, dirección de proyectos y prestación de servicios.
Las nuevas reformas de la administración pública llevadas a cabo durante más de dos décadas, principalmente en países anglosajones, han introducido esta nueva metodología que busca reflejar las políticas globales y prioridades de los gobiernos mediante la mejora en la coordinación de los servicios y la coherencia en la toma de decisiones de las diferentes administraciones públicas del Estado.

## Antecedentes
La primera referencia a este tipo de actuaciones se remonta a la administración de Tony Blair en Reino Unido en 1997 en lo que en su momento se denominó gobierno unido o joined-up-government (JUG con sus siglas en inglés). Mediante esta metodología se intentó romper el excesivo departamentalismo existente en los diferentes ministerios de los gobiernos británicos que mostraban una excesiva rigidez en las formas, trámites y enfoques para afrontar problemas y ofrecer soluciones.
El principio en el que se basaron los cambios realizados era que los procesos tradicionales, independientes en cada administración pública para llevar a cabo las diferentes políticas, se construye a partir de reformas del pasado, pero también es reflejo de sus fracasos.
Actualmente una serie de factores, tanto internos como externos, justifican la coordinación entre las diferentes administraciones públicas:
a)	Factores Externos
Presiones de la opinión pública, restricciones de presupuesto, seguridad, contra-terrorismo e impacto medioambiental de las políticas aplicadas son algunos de los condicionantes externos que muestran la mayor complejidad de los problemas sociales y demandan respuestas estratégicas, conocimiento y experiencias en materias diversas para aportar soluciones.
b)	Factores Internos
Alineamiento de intereses, evitar la duplicidad de tareas, reducción de costes, incremento de la productividad y la consecución de una línea coherente de actuación y resultados son algunos de los elementos que influyen para mejorar la coordinación vertical y horizontal de las diferentes agencias y administraciones.

## Metodología
A nivel nacional, la metodología del ETG puede suponer un reto a la legislación y al contexto político de los países ya que la colaboración entre distintas agencias y departamentos implica un alto nivel de coordinación y fluidez de la información entre los diferentes actores.
Las estructuras cooperativas son un resultado más propio de colaboración que de presiones jerárquicas por lo que el objetivo de coordinación se puede obtener mediante esfuerzos más suaves y sistemáticos, siendo la inter-actuación más pragmática que formal. Este ha sido especialmente el caso en las administraciones públicas de Canadá, donde la colaboración horizontal se ha incentivado mediante la elección de diferentes proyectos y la comunicación sobre “lecciones aprendidas” y “mejores prácticas”.
No obstante, para lograr un ETG efectivo también es necesaria la obtención de resultados a nivel vertical, donde el componente voluntario de colaboración es más limitado y se forma parte de una estructura jerárquica definida. En estos casos también es necesario un elemento centralizado de las agendas y liderazgo para enfocar y dirigir los principios y políticas a llevar a cabo.
La metodología adoptada por el gobierno australiano para llevar a cabo proyectos de ETG contiene un marco simple de definición conjunta de objetivos Top-Down para alinear los intereses de los diferentes departamentos involucrados. A su vez, cada departamento trabaja internamente para obtener los resultados comprometidos.
| Tema                                                           | Acciones                                                                                   |
| -------------------------------------------------------------- | ------------------------------------------------------------------------------------------ |
| 1. Alineación de intereses                                     | Definición de los resultados finales deseados                                              |
| 2. Armonización de diferencias culturales interdepartamentales | Establecimiento de objetivos y resultados intermedios                                      |
| 3. Necesidades de recursos humanos                             | Detalle de servicios a prestar necesarios para la consecución de los objetivos             |
| 4. Disponibilidad de recursos financieros                      | Concreción de los departamentos y agencias que deben involucrarse y grado de involucración |

Dichas indicaciones preliminares deben ser objeto de revisiones y actualizaciones periódicas y tanto los avances como los resultados intermedios y finales deben ser medibles y susceptibles de ser evaluados periódicamente.

## ETG en el ámbito internacional
Uno de los principales usos del ETG en el ámbito internacional se refiere a la coordinación intergubernamental de cara a la ayuda a estados frágiles. La creciente preocupación internacional en cuestiones como la seguridad y el crimen tras los ataques del 11 de septiembre y las intervenciones en Afganistán e Irak, unido a las reiteradas caídas de los Estados inestables que se han abandonado a su suerte, han llevado a una doble conclusión:
- Se han mostrado las limitaciones de las intervenciones tradicionales, tanto diplomáticas como militares.

- Se ha admitido la necesidad de una mayor implicación de gobiernos involucrados con países frágiles para obtener fórmulas más eficientes de cara al desarrollo y buen fin de dichos países, que presentan unas características de riesgos y precariedad específicas.

En este sentido se han llevado a cabo diferentes estudios que destacan los beneficios y ventajas que el ETG aporta para el objetivo global de desarrollo a largo plazo y estabilidad en estados frágiles a un coste menor. A su vez, la aplicación de esta metodología, reduce el riesgo de no cumplir los objetivos comprometidos.